# Редкодубы (Ровненская область)
Редкодубы (укр. Рідкодуби) — село в Вербской сельской общине Дубенского района Ровненской области Украины.
Население по переписи 2001 года составляло 162 человека. Почтовый индекс — 35670. Телефонный код — 3656. Код КОАТУУ — 5621688509.